# Sân bay Campo de Marte
Sân bay Campo de Marte (IATA: N/A, ICAO: SBMT) (xem Campus Martius) là sân bay đầu tiên của São Paulo, nằm cách thành phố 6 km về phía bắc. Sân bay này được mở cửa năm 1919. Để tránh ngập lụt và đáp ứng nhu cầu khách tăng, hãng hàng không VASP đã chuyển đến sân bay mới xây thời đó Sân bay Nội địa Congonhas vào năm 1936. Hiện tại, sân bay Campo de Marte thuộc quản lý của Infraero.
Năm 2007, sân bay này phục vụ 93.452 lượt chuyến với 230.276 lượt khách, là sân bay bận rộn thứ 5 Brasil về lượt chuyến.
Sân bay này có trường bay, sân đáp trực thăng. Khả năng phục vụ bay đêm của sân bay bị hạn chế.